# Torrents de les Pitiüses
Un torrent és un corrent d'aigua de règim irregular que sovint només s'activa durant les precipitacions estacionals. És característic dels vessants de muntanya.

## Eivissa
- Torrent de s'Àguila.[2]
- Torrent de ses Alfàbies. Desemboca al costat de la carretera que uneix cala d'Hort i cala Vedella.[3]
- Torrent d'Arabí, desguasa a s'Estanyol.[4]
- Torrent des Baladre.[5]
- Torrent d'en Bonet.[6]
- Torrent d'en Jaume Guillem, desguasa en el torrent des Figueral.[7]

### Sant Antoni de Portmany
- Torrent de sa Bassa Roja, a Sant Rafel de sa Creu.[8]
- Torrent de Beniferri, a Sant Rafel de sa Creu.[9]
- Torrent des Bruc.[10]
- Canaló d'en Botjar del torrent de Buscastell.[11]
- Torrent de Buscastell. És un dels cursos d'aigua més llargs d'Eivissa. Pertany al terme de Sant Antoni.[12]

### Santa Eulària des Riu
- Torrent de s'Argentera.[13]
- Torrent de s'Argentera, a la vénda de Morna de Sant Carles de Peralta.[13]
- Torrent des Avencs, de la parròquia de Sant Carles de Peralta.[14]
- Torrent de sa Font de sa Pedra, a Santa Gertrudis de Fruitera.[15]
- Torrent de ses Botges, a Sant Carles de Peralta.[16]
- Torrent de Ca n'Eloi.[17]

### Sant Joan de Labritja
- Torrent de s'Aigua, Sant Vicent de sa Cala.[18]
- Torrent de s'Almangra, Sant Vicent de sa Cala.[19]
- Torrent de s'Alosa.[20]
- Torrent de Benirràs, Sant Miquel de Balansat.[21]
- Torrent de Besora. Després de passar per Sant Joan de Labritja, en Santa Eulària des Riu, amb les aigües de la serra des Forn Nou, es transforma en el riu de Santa Eulària.[22]
- Canal de Ca la Figuera, torrentó acanalat de Sant Vicent de sa Cala.[23]
- Torrent des Port de Sant Miquel (o torrent de Sant Miquel), a Sant Miquel de Balansat. És el torrent principal del nord de l'illa. Té una conca de 19,82 km².[24]
- Torrent de sa marina d'en Besora, Sant Miquel de Balansat. Desguassa a la platja des Portitxol.[25]

### Sant Josep de sa Talaia
- Torrent des Aljupets.[26]
- Torrent des Berris.[27]
- Torrent de ses Boques, es Cubells.[28]
- Torrent des Bous, a Nostra Dona des Cubells.[29]
- Torrent de Ca na Parra.[30]
- Torrent d'en Jaia, a Sant Agustí des Vedrà.[31]

## Formentera
- Torrentó de Baix, al vessant ponent del cap de Barbaria.[32]
- Torrentó de Ca na Jaia, situat al sud de Formentera.[33]

### La Mola (Formentera)
La Mola de Formentera és un altiplà lleugerament inclinat de sud a nord, que té una extensió de 17,5 km²
- Torrent des Arbocers, neix al vessant sud-oest de l'altiplà.[35]
- Torrent de ses Bassetes, a la costa de migjorn.[36]
- Torrentó Blanc. Desemboca a la costa de migjorn.[37]
- Torrent d'en Gerra.[34]
- Torrent d'en Jai.[38]
- Torrent d'en Jaume Maians.[39]